# R/K-selektion
r/K-selektion er en videnskabelig teori, som omhandler forplantningstrategier i forhold til afvejning mellem kvantitet og kvalitet af afkom. Fordelingen af egenskaber i en organisme, fokus på enten øget mængde af afkom på bekostning af den individuelle forældreinvestering, eller nedsat mængde af afkom med en tilsvarende øget forældreinvestering varierer tilsyneladende meget for at fremme succes i bestemte miljøer. 
Terminologien for r/K-selektion blev opfundet af de to økologer Robert MacArthur og E. O. Wilson baseret på deres arbejde med ø-biogeografi, selvom begrebet om evolutions-strategier har en længere historie. Termen r/K er fra en ligning, hvor r kommer fra sats ('rate') og K kommer fra ordet kapacitet, på tysk Kapazität men i dette tilfælde kan K også komme fra Konstante, det tyske ord for en konstant. r-selektion gør en art tilbøjelig til talrig reproduktion til en lav pris per individuel afkom, mens K-selektive arter har færre afkom til en højere omkostning og omfattende yngelpleje. Ingen af de to former for formering er overlegen, og i virkeligheden anvender de oftest samme habitat, såsom på savannen hvor k-selektive elefanter og små r-selektive gnavere lever i samme miljø. r/K-selektionsteorien er også benyttet til, at studere udviklingen af forskelle mellem underarter såsom den afrikanske honningbi, A. m. scutellata, og den italienske bi, A. m. Ligustica.
Teorien var populær i 1970'erne og 1980'erne, men tabte betydning i begyndelsen af 1990'erne, da den blev kritiseret af flere empiriske undersøgelser, der påpegede at dens teoretiske models to retninger sjældent holdt stik med virkelige organismers reelle fordeling af egenskaber. Et livshistorieparadigme har erstattet r/K-selektionsparadigmet, den fortsætter dog med at indarbejde mange af teoriens vigtige temaer.

## Overblik
r/K-selektionsteorien antager at selektiv pres driver evolutionsudvikling i en af to generelle retninger: r- eller K-selektion. Disse udtryk, r og K, er taget fra standard økologisk algebra som illustreret i den forenklede Verhulst model for populationsdynamik:
{\displaystyle {\frac {dN}{dt}}=rN\left(1-{\frac {N}{K}}\right)}
Hvor r er den maksimale væksthastighed af befolkningen (N), K er bæreevne af de lokale miljøforhold, og notationen dN/dt står for derivat af N med hensyn til t (tid). Således angår ligningen hastigheden af ændringen af befolkningen N til den nuværende befolknings størrelse og udtrykker effekten af de to parametre.

### r-selektion
Som navnet antyder, er r-selektive arter dem, der lægger vægt på en høj vækstrate, og typisk udnytter mindre overfyldte økologiske nicher og producerer mange afkom, der hver især har en relativt lav sandsynlighed for at overleve til voksenalderen (dvs. høj r, lav K).
I ustabile eller uforudsigelige miljøer, er r-selektion fremherskende da evnen til at reproducere hurtigt er afgørende. Der er ikke megen fordel i tilpasninger, der tillader succesfuld konkurrence med andre organismer, fordi miljøet sandsynligvis vil ændres igen. Blandt de træk, der menes at karakterisere r-selektion, er høj frugtbarhed, lille kropsstørrelse, tidlig seksuel modenhed, og evnen til at sprede afkom bredt.
Organismer, som er underlagt r-selektion omtales ofte som r-strateger eller r-selektive. Organismer, der udviser r-selektionstræk kan variere fra bakterier og kiselalger, til insekter, til forskellige blæksprutter og pattedyr, især små gnavere.

### K-selektion
| r-strategi                    | K-strategi                     |
| ----------------------------- | ------------------------------ |
| familieegenskaber             |                                |
| stor kuldstørrelse            | lille kuldstørrelse            |
| kort tid mellem fødsler       | lang tid mellem fødsler        |
| rigelig afkom                 | få afkom                       |
| høj børnedødelighed           | lav børnedødelighed            |
| lille familieomsorg           | omfattende familieomsorg       |
| Individuelle egenskaber       |                                |
| hurtig modning                | langsom modning                |
| tidlig seksuel reproduktion   | sen seksuel reproduktion       |
| kort liv                      | langt liv                      |
| stor reproduktiv indsats      | lille reproduktiv indsats      |
| høj energiudnyttelse          | lav energiudnyttelse           |
| lille hjerne / kropssvægt     | stor hjerne / kropssvægt       |
| befolkningsegenskaber         |                                |
| opportunistisk udnytter       | konsekvent udnytter            |
| udbredt kolonisering          | stabil habitering              |
| meget varierende population   | stabil populationsstørrelse    |
| lidt konkurrence              | stor konkurrence               |
| sociale systemer              |                                |
| begrænset social organisation | omfattende social organisation |
| lav altruisme                 | høj altruisme                  |
| Kilder                        |                                |

K-selektive arter viser derimod træk forbundet med at leve i populationer af en størrelse tæt på maksimum bæreevne, og har typisk stærke konkurrenter i sådanne overfyldte nicher, der investerer mere kraftigt i færre afkom, som hver har en forholdsvis stor sandsynlighed for at overleve til voksenalderen (dvs. lav r, høj K).
I stabile eller forudsigelige miljøer dominerer K-selektion da evnen til, at konkurrere om de begrænsede ressourcer er afgørende, og bestande af K-selektive organismer er typisk meget konstant i antal og tæt på det maksimale, som miljøet kan bære (i modsætning til r-udvalgte befolkningsgrupper, hvor bestands-størrelser kan ændre sig meget hurtigere).
Egenskaber der menes at være karakteristisk for K-selektion, omfatter stor kropstørrelse, lang levetid, og produktionen af færre afkom, som ofte kræver omfattende yngelpleje, indtil de modnes. Organismer, som er underlagt K-selektion bliver ofte omtalt som K-strateger eller K-selektive. Organismer med K-selektionstræk omfatter store organismer såsom elefanter, primater og hvaler, men også mindre, langlivede organismer såsom havterner.

### Kontinuert spektrum
Selvom nogle organismer er identificeret som primært r- eller K-strateger, følger flertallet af organismer ikke dette mønster. Træer har for eksempel egenskaber som lang levetid og en stærk konkurrenceevne, der kendetegner dem som K-strateger. Dog i forhold til reproduktion producerer træer typisk tusindvis af afkom og spreder dem bredt, træk som er karakteristisk for r-strateger.
Tilsvarende for enkelte krybdyr såsom havskildpadder ses både r- og K-træk: selvom havskildpadder er store organismer med lange levetider (forudsat de når voksenalderen), producerer de et stort antal afkom med høj dødeliged og ingen ynglepleje. I forhold til reproduktion har pattedyrhanner en tendens til at være r-type, mens hunnerne har en tendens til at have K egenskaber.

## Økologisk succession
I områder med en stor økologisk afbrydelse eller sterilisation (såsom efter et større vulkanudbrud, såsom Krakatoa eller Mount St. Helens), spiller r- og K- strateger forskellige roller i økologisk succession der regenererer økosystemet.  På grund af deres højere reproduktive satser og økologisk opportunisme, er de primære kolonister typisk r-strateger og de efterfølges af en række stadig mere konkurrencedygtig flora og fauna. Til sidst vil en ny ligevægt blive fundet (undertiden omtalt som et økologisk klimaks), med r-strateger gradvist erstattet af K-strateger, der er mere konkurrencedygtige og bedre tilpasset til de nye mikro-miljømæssige egenskaber af landskabet. Traditionelt bliver biodiversitet set som maksimeret på nuværende tidspunkt og introduktioner af nye arter vil resulterer i udskiftning af lokale og truede arter.